# ブリストル ブリガンド

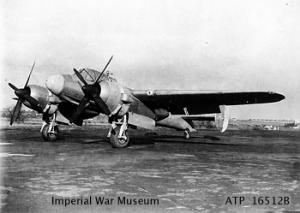
ブリストル ブリガンド

ブリストル ブリガンド （Bristol Brigand）は、第二次世界大戦後のイギリス空軍で使用されたブリストル社製の爆撃機である。元々はボーファイターの後継機として開発された雷撃/船舶攻撃機で1944年12月4日に初飛行したが、第二次世界大戦には間に合わず部隊配備は1946年初期になってしまった。総生産機数は147機。配備された機体はマレー半島やケニアにおいて対ゲリラ戦に使用されたが、乗員の批判は熱帯性の気候下では風防ガラスにまったく日陰がなかったため、操縦席の内部が太陽の直射によって高温となり、不快感が生ずることであった。
1950年代後半にキャンベラ爆撃機と交替して退役した。

## スペック
- 全長： 14.2 m
- 全幅： 22.1m
- 全高： 5.0m
- 翼面積： 66.7m2
- 全備重量： 17,320kg
- エンジン：ブリストル・セントーラス57 空冷18気筒 2165hp × 2
- 最大速度： 576km/h
- 実用上限高度：7,920m
- 航続距離： 3,380km
- 武装
  - 爆弾900kg
  - 20mm機関砲 × 4
- 乗員 3名